# 梅县区
梅县区位于广东省东北部，是梅州市中部的一个市辖区。梅县区是中国著名侨乡，与梅江区并称梅城，是客家人的重要聚居地之一，客家話的代表地，亦有粵梅的別稱，區政府駐宪梓南路13号。梅县区教育发达，足球运动普及，客家山歌流行，素有“文化之乡”、“华侨之乡”、“足球之乡”的美称；先后被授予“全国文化先进区”、“中国旅游强区”“中国民间艺术（山歌艺术）之乡”称号。

## 历史
梅县地区历史悠久，在新石器时代梅县地区就已经有人类在此居住，二十世纪五十年代以来，在梅县地区几十处地方发现了新石器时代遗址，并出土了一批石器和陶器。:7
南朝齐置程乡县，析海阳县置；南汉时，属敬州，为敬州州治，北宋开宝四年（971年），敬州改称梅州，仍为州治。明朝洪武二年，梅州废，属潮州府。清朝雍正十一年（1733年），程乡县升为嘉应直隶州；民国元年（1912年）改梅县。
1979年3月，梅县所辖梅州镇由区级升格为县级称梅州市。1983年6月，县级梅州市与梅县合并改为梅县市。1988年1月，广东实行市管县体制，梅县地区改设地级梅州市，梅县市分析梅县和梅江区，属于梅州市管辖。
2013年12月8日，撤销“梅县”，从此梅县结束了县治，并同时设立“梅州市梅县区”。并将梅县城区（华侨城、梅县新城）并入梅州城区；将城建、土地、城乡规划、社会经济划归梅州市直相关职能部门管理编制（简称“多规合一”），实现由县域经济单位向城区单位转型；其余不变。

## 地理
梅县区位于梅州市中东部，东北与龙岩上杭县、永定区接壤，环接梅州梅江区，东邻梅州大埔县，西界梅州兴宁市，南连梅州丰顺县，北接梅州平远县、蕉岭县。东西宽70公里，南北长110公里，地处闽粤赣3省之要冲。
山地为主，中部为梅州盆地，梅江下游为谷地。

## 行政区划
梅县区下辖1个街道、18个镇：
新城街道、城东镇、石扇镇、梅西镇、大坪镇、石坑镇、水车镇、梅南镇、丙村镇、白渡镇、松源镇、隆文镇、桃尧镇、畲江镇、雁洋镇、松口镇、南口镇、程江镇、扶大镇和梅西水库。

## 人口
根據第七次全国人口普查數據，截至2020年11月1日零時，梅縣區常住人口556735人，梅縣區户籍人口618685人。

## 交通
- 铁路：广梅汕铁路、梅坎铁路、梅汕高铁
- 公路： 205国道， 206国道（梅畲快速干线公路）
- 高速公路： 梅河高速公路、 平兴高速公路、 汕梅高速公路、 梅龙高速公路、 梅州东线、 梅汕高速公路、 梅平高速公路、 梅州环城高速公路、
- 梅江可常年通航。

## 经济
- 农业上，梅县区有水稻、甘薯、大豆、玉米、花生等主粮作物。[5]经济作物主要有金柚、茶叶、柑橙、香蕉、柿子、西瓜、烟草、仙人草、竹笋、南药等。[6]
- 煤炭资源较丰富，为广东省煤炭基地之一。
- 工业有电力、机械、化工等部门。

2021年梅縣區地區生產總值237.71億元，同比增長6.2%。其中，第一產業增加值59.52億元，同比增長5.7%，對地區生產總值增長的貢獻率為23.1%；第二產業增加值79.34億元，同比增長5.6%，對地區生產總值增長的貢獻率為30.9%；第三產業增加值98.85億元，同比增長6.9%，對地區生產總值增長的貢獻率為46.0%。三次產業結構比為：25.0:33.4:41.6。人均地區生產總值42677元，同比增長5.9%。

## 知名人物
- 叶剑英
- 曾憲梓
- 張活游
- 楚原
- 潘植我
- 曾敏興

## 名胜古迹
- 城东千佛塔
- 城南灵光寺
- 松口元魁塔
- 泮坑公王庙
- 程江五寿山